# Aristolochia merxmuelleri
Aristolochia merxmuelleri là một loài thực vật có hoa trong họ Aristolochiaceae. Loài này được Greuter & E.Mayer mô tả khoa học đầu tiên năm 1985.